# Scorpaena grandisquamis
Scorpaena grandisquamis är en fiskart som beskrevs av Ogilby, 1910. Scorpaena grandisquamis ingår i släktet Scorpaena och familjen Scorpaenidae. Inga underarter finns listade i Catalogue of Life.